# Gemena
Gemena   este un oraș  în  partea de nord-vest a Republicii Democrate Congo.
Este reședința  provinciei  Sud-Ubangi.